# 28 يوليو
- السبت
- الأحد
- الاثنين
- الثلاثاء
- الأربعاء
- الخميس
- الجمعة

- 283 محرم 1447  هـ
- 294 محرم 1447  هـ
- 305 محرم 1447  هـ
- 16 محرم 1447  هـ
- 27 محرم 1447  هـ
- 38 محرم 1447  هـ
- 49 محرم 1447  هـ
- 510 محرم 1447  هـ
- 611 محرم 1447  هـ
- 712 محرم 1447  هـ
- 813 محرم 1447  هـ
- 914 محرم 1447  هـ
- 1015 محرم 1447  هـ
- 1116 محرم 1447  هـ
- 1217 محرم 1447  هـ
- 1318 محرم 1447  هـ
- 1419 محرم 1447  هـ
- 1520 محرم 1447  هـ
- 1621 محرم 1447  هـ
- 1722 محرم 1447  هـ
- 1823 محرم 1447  هـ
- 1924 محرم 1447  هـ
- 2025 محرم 1447  هـ
- 2126 محرم 1447  هـ
- 2227 محرم 1447  هـ
- 2328 محرم 1447  هـ
- 2429 محرم 1447  هـ
- 2530 محرم 1447  هـ
- 261 صفر 1447  هـ
- 272 صفر 1447  هـ
- 283 صفر 1447  هـ
- 294 صفر 1447  هـ
- 305 صفر 1447  هـ
- 316 صفر 1447  هـ
- 17 صفر 1447  هـ

28 يوليو أو 28 تمُّوز أو 28 يوليه أو يوم 28 \ 7 (اليوم الثامن والعشرون من الشهر السابع) هو اليوم التاسع بعد المئتين (209) من السنوات البسيطة، أو اليوم العاشر بعد المئتين (210) من السنوات الكبيسة وفقًا للتقويم الميلادي الغربي (الغريغوري). يبقى بعده 156 يوما لانتهاء السنة.

## أحداث
- 1402 - الخاقان المغولي تيمورلنك ينتصر على العثمانيين في معركة أنقرة.
- 1499 - الأسطول العثماني يحقق انتصارًا كبيرًا على أسطول البندقية في «معركة سبينزا البحرية» حيث التقت خلالها 400 سفينة حربية في قتالٍ ضارٍ في البحر المتوسط.
- 1792 - ظهور سيارة الإسعاف لأول مرة كوحدة مجهزة لإعطاء الإسعافات الأولية في الميدان، وكانت عربة تجر باليد.
- 1821 - استقلال بيرو وذلك بعدما دخل خوسيه دي سان مارتين العاصمة ليما وأعلن استقلالها، وقد منح لقب «الحامي» إلا أنه تنازل عنه لصالح سيمون بوليفار.
- 1914 - الإمبراطورية النمساوية المجرية تعلن الحرب ضد مملكة صربيا، بعد أن قتل شبان صرب ولي العهد النمساوي فرانز فرديناند، وأدى ذلك إلى اندلاع الحرب العالمية الأولى.
- 1928 - افتتاح دورة الألعاب الأولمبية في امستردام التي فاز فيها مصريان بأول ميداليات ذهبية يحصدها عرب في الدورات الأوليمبية.
- 1929 - انعقاد المؤتمر الصهيوني العالمي في زيورخ في سويسرا (استمر حتى 11 أغسطس 1929)، وأبرز مقرراته دعوة اليهود للسيطرة على حائط البراق في القدس وتعزيز نفوذ المستوطنين اليهود.
- 1939 - قانون لمكافحة الإرهاب في بريطانيا لمواجهة عمليات الجيش الجمهوري الايرلندي.
- 1940 - القوات البريطانية تصد الهجوم النازي على جزيرة مالطا خلال الحرب العالمية الثانية.
- 1942 - الجيش الألماني يحتل روستوف وشمال القوقاز ويبدأ الزحف باتجاه حقول باكو النفطية.
- 1943 - مدينة هامبورغ الألمانية تتعرض لأسوأ قصف هجومي من قبل الطائرات البريطانية مما أدى إلى اشتعال النار في المدينة ومقتل 42 ألف مواطن مدني ألماني.
- 1948 - توقيع معاهدة جنيف حول معاملة أسرى الحرب بحضور 48 دولة.
- 1956 - الحكومة البريطانية تجمد الأرصدة المالية المصرية في بنوك إنجلترا وذلك في أعقاب تأميم قناة السويس.
- 1959 - أطلق الأمريكيون قردين إلى الفضاء على متن الصاروخ جوبيتر، وقد عادا سالمين بعد أن توغلا مسافة 500 كم في الفضاء.
- 1960 -
  - المؤتمر الوطني للحزب الجمهوري الأمريكي يختار ريتشارد نيكسون مرشحه للانتخابات الرئاسية.
  - الجامعة العربية تفرض مقاطعة اقتصادية على إيران بعد خمسة أيام من اعترافها بدولة إسرائيل.
- 1964 - افتتاح أول مؤتمر طبي فلسطيني في القدس.
- 1965 - الرئيس الأمريكي ليندون جونسون يعلن عن نيته إرسال 50000 جندي أمريكي إلى فيتنام، وبهذا ارتفع عدد الجنود الأمريكيين فيه إلى 125000 جندي.
- 1971 - إعدام المفكر الشيوعي السوداني عبد الخالق محجوب وذلك استمراراً للحملة التي تقوم بها الحكومة السودانية ردًا على انقلاب 19 يوليو الذي شارك فيه عدد من الضباط الشيوعيين.
- 1988 -
  - السلطات الإسرائيلية تبعد الدكتور محمد صيام رئيس الجامعة الإسلامية في غزة.
  - دبلوماسيون إسرائيليون يصلون إلى موسكو في أول زيارة من نوعها منذ 21 عاماً.
  - الأردن يلغي خطة للتنمية في الضفة الغربية بقيمة 1.3 مليار دولار.
- 2000 - الإفراج عن 80 سجينًا من «سجن ميز» في أيرلندا الشمالية كانوا قد سجنوا لارتكابهم أعمالًا إرهابية، وقد جاء ذلك دلالة على بدء المرحلة النهائية لخطة اتفاقية سلام «الجمعة العظيمة» لإطلاق سراح 425 سجينًا وتثبيت السلام بين المملكة المتحدة والجيش الجمهوري الإيرلندي.
- 2001 - عودة رأس نفرتاري زوجة الفرعون رمسيس الثاني وست لفائف بردي مسروقة إلى مصر بعد أن تم تهريبها إلى بريطانيا خلال التسعينيات من مخزن في سقارة، جنوب القاهرة، ويرجع تاريخ التمثال إلى عام 1300 ق.م
- 2002 - إطلاق القمر الصناعي أتلانتك بيرد 1.
- 2008 - مقتل المغنية اللبنانية سوزان تميم في شقتها في دبي، وإيجاد جثتها مفصولة الرأس عن الجسد.
- 2011 - مقتل رئيس أركان جيش التحرير الوطني الليبي اللواء عبد الفتاح يونس واثنين من مرافقيه بإطلاق نار في ظروف غامضة.
- 2014 - كتائب عز الدين القسام الجناح العسكري لحركة حماس تنفذ عملية اقتحام عسكرية خلف خطوط العدو والهجوم على برج عسكري محصن تابع لكتيبة «ناحال عوز» شرق حي الشجاعية.
- 2015 - محكمة استئناف العاصمة الليبيَّة طرابُلس الغرب تقضي بِإعدام رئيس مُخابرات نظام القذافي عبد الله السنوسي ورئيس وزرائه البغدادي المحمودي ونجله سيف الإسلام القذافي رميًا بالرصاص.
- 2017 - المحكمة العليا الباكستانية تصدر قرارها القاضي باستبعاد رئيس الوزراء نواز شريف من شغل أي منصب عام في البلاد بعد إدانته بقضية فساد.
- 2018 - رئيس أساقفة واشنطن الأمريكي ثيودور إدغار مكاريك يصبح أول رجل دين مسيحي يستقيل من مجمع الكرادلة منذ سنة 1927 بعد سلسلة من ادعاءات سوء السلوك الجنسي.
- 2020 - إدانة رئيس الوزراء الماليزي السابق نجيب عبد الرزاق في جميع التهم السبعة الموجهة إليه خلال المحاكمة الأولى بخصوص فضيحة صندوق وان إم دي بي السيادي.
- 2021 -
  - إعلان فوز حزب العمل المعارض في سانت لوسيا بالأغلبية في الانتخابات البرلمانية التي جرت في 26 يوليو.
  - وفاة ما لا يقل عن 250 شخصًا جراء فيضانات شديدة اجتاحت ولاية ماهاراشترا في الهند.

## مواليد
- 1165 - محيي الدين بن عربي، فيلسوف مسلم صوفي.
- 1486 - بيتر جيليس، فيلسوف فرنسي.
- 1813 - ماتيلدا روتكيرش، رسامة فنلندية.
- 1866 - بياتريكس بوتر، روائية إنجليزية ورسامة وشاعرة وعالمة طبيعية.
- 1867 - مارسيل دوشامب، فنان فرنسي.
- 1898 - إدوارد لاوري نورتون، عالم ومهندس وصاحب مبرهنة نورتون.
- 1902 - كارل بوبر، فيلسوف إنكليزي.
- 1915 - تشارلز تاونز، عالم فيزياء أمريكي حاصل على جائزة نوبل في الفيزياء عام 1964.
- 1917 - يحيى شاهين، ممثل مصري.
- 1925 - باروخ بلومبرغ، طبيب أمريكي حاصل على جائزة نوبل في الطب عام 1976.
- 1929 - جاكلين كينيدي، زوجة الرئيس الأمريكي جون كيندي.
- 1931 - حسن عابدين، ممثل مصري.
- 1938 -
  - ألبرتو فوجيموري، رئيس بيرو.
  - لويس أراغونيس، لاعب ومدرب كرة قدم إسباني.
- 1950 - سيتا هاكوبيان، مغنية عراقية من أصل أرمني.
- 1953 - فرانسوا الحاج، عسكري لبناني.
- 1954 -
  - هوغو تشافيز، رئيس فنزويلا.
  - نبهان خريشة، صحفي وكاتب فلسطيني.[1]
- 1960 -
  - إيليا سليمان، مخرج فلسطيني.
  - يوتشي تاكاهاشي، مؤلف ورسام مانغا ومنتج سلسلة كابتن ماجد ياباني.
- 1964 - ميتسواكي مادونو، ممثل أداء صوتي ياباني.
- 1967 - ميادة بسيليس، مطربة سورية.
- 1971 - محمد العيسى، ممثل سعودي.
- 1975 - ليونور واتلنغ، ممثلة ومغنية إسبانية.
- 1981 - مايكل كاريك، لاعب كرة قدم إنجليزي.
- 1984 - جون ديفيد واشنطن، لاعب كرة قدم أمريكية أمريكي.
- 1987 - بيدرو رودريغيز، لاعب كرة قدم إسباني.
- 1988 - هبة مجدي، ممثلة مصرية.
- 1990 -
  - أفنان فؤاد، ممثلة سعودية.
  - سولجا بوي تل إم، مغني راب أمريكي.
- 1993 -
  - شير لويد، مغنية بريطانية.
  - هاري كين، لاعب كرة قدم إنجليزي.
  - صفاء السراي، ناشط حقوقي عراقي ثوري.

## وفيات
- 450 - ثيودوسيوس الثاني، إمبراطور الإمبراطورية البيزنطية.
- 1540 - توماس كرومويل، رئيس وزراء الملك هنري الثامن.
- 1741 - أنطونيو فيفالدي، موسيقي إيطالي.
- 1750 - يوهان سباستيان باخ، موسيقي ألماني.
- 1818 - غاسبار مونج، عالم رياضيات فرنسي.
- 1849 - الملك كارلو ألبيرتو، ملك مملكة سردينيا.
- 1930 - ألفار غولستراند، طبيب سويدي حاصل على جائزة نوبل في الطب عام 1911.
- 1957 - عبد الحسين الحويزي، شاعر عراقي.
- 1968 - أوتو هان، عالم كيمياء ألماني حاصل على جائزة نوبل في الكيمياء عام 1944.
- 1969 - فرانك ليوسر، موسيقي أمريكي.
- 1971 - عبد الخالق محجوب، سياسي ومفكر شيوعي سوداني.
- 1999 - ترجيف هافليمو، اقتصادي نرويجي حاصل على جائزة نوبل في العلوم الاقتصادية عام 1989.
- 2002 - أرشر مارتين، عالم كيمياء إنجليزي حاصل على جائزة نوبل في الكيمياء عام 1952.
- 2004 - فرنسيس كريك، عالم فيزياء وكيمياء حيوية بريطاني حاصل على جائزة نوبل في الطب عام 1962.
- 2008 -
  - سوزان تميم، مغنية لبنانية.
  - إدوارد عويس، شاعر أردني.
- 2011 - عبد الفتاح يونس، عسكري ليبي.
- 2012 - حلمي سالم، شاعر مصري.
- 2019 - بندر بن عبد العزيز آل سعود، أمير سعودي.
- 2020 - محمد مشالي، طبيب مصري.

## أعياد ومناسبات
- اليوم العالمي لالتهاب الكبد.
- عيد الاستقلال في بيرو.

## وصلات خارجية
- وكالة الأنباء القطريَّة: حدث في مثل هذا اليوم.
- النيويورك تايمز: حدث في مثل هذا اليوم.
- BBC: حدث في مثل هذا اليوم.